# Pimpla rufonigra
Pimpla rufonigra är en stekelart som beskrevs av Cresson 1865. Pimpla rufonigra ingår i släktet Pimpla och familjen brokparasitsteklar. Inga underarter finns listade i Catalogue of Life.